# Mynta
Mynta (née en 1988, morte le 23 novembre 2017) est une jument de robe baie, du stud-book Selle suédois, montée en saut d'obstacles par la cavalière Helena Lundbäck. Elle fut le premier cheval suédois de la fin du XXe siècle à avoir participé à une finale de la Coupe du monde de saut d'obstacles, puis aux Jeux équestres mondiaux de 2002 à Jerez de la Frontera.

## Histoire
Elle naît en 1988 à Rosenh. en Suède. Elle est d'abord vendue au centre équestre de la famille Lundbäck, en tant que cheval de dressage, pour la somme de 20 000 SEK à l'âge de quatre ans, après avoir échoué à l'entraînement pour le saut d'obstacles. Propriété de Hans Lundbäck, elle participe avec Helena Lundbäck aux jeux équestres mondiaux de 1998 à Rome, aux Jeux olympiques de Sydney, puis aux Jeux équestres mondiaux de 2002 à Jerez de la Frontera, participant largement à la médaille d'argent décrochée par l'équipe suédoise.
Elle est mise à la retraite en septembre 2005, dans l'objectif de devenir poulinière. Elle est euthanasiée le 23 novembre 2017, des suites de coliques.

## Description
Mynta est une jument de robe bai foncé, inscrite au stud-book du Selle suédois. Elle ne toise que 1,58 m, ce qui, pour un cheval d'obstacle, est très petit. Sa cavalière insiste sur ses qualités de cœur et de courage.

## Palmarès
- Septembre 1997 : Médaille d'or in individuel aux Championnats d'Europe de saut d'obstacles 1997 à Moorsele[1].
- 2000 : 44e en individuel aux Jeux olympiques d'été de 2000 à Sydney[1].
- 2002 : 4e en individuel aux Jeux équestres mondiaux de Jerez de la Frontera, médaille d'argent par équipes[1],[5].

## Origines
Mynta est une fille de l'étalon Robin I Z et de la jument Uttini, par Utrillo 432,,. Elle est la demi-sœur par le père d'une autre jument suédoise réputée, Butterfly Flip.

## Descendance
En 2007, Mynta n'avait pas encore donné de poulain. Elle en a néanmoins eu plusieurs durant ses années de retraite.